# Мамонов, Алексей Игоревич
Алексе́й И́горевич Мамо́нов (род. 14 апреля 1993, Полтава, Украина) — российский футболист, защитник.

## Карьера

### Клубная
В детстве занимался разными видами спорта: греко-римской борьбой, кикбоксингом, карате, теннисом. В 13-летнем возрасте серьезно занялся футболом. Первой командой была «Звезда» Люберцы. Через два месяца был приглашён на просмотр в «Локомотив-Перово». Через полтора года был взят в черкизовское отделение «Локомотива», где отыграл один сезон, после чего вернулся в «Локомотив-Перово». В начале 2010 года попал в заявку «Локомотива» для участия в чемпионате России. 25 февраля 2012 года, в последний день трансферного окна в России, был заявлен за нижегородскую «Волгу». 13 мая в матче против «Амкара» (1:4) провёл единственный матч в Премьер-лиге, заменив на 79-й минуте Никиту Малярова. В 2013—2014 годах защищал цвета клуба «Терек-2». В 2015 году пополнил ряды «Соляриса». В 2017 году подписал контракт с «Велесом».

### В сборной
В начале 2011 года выступал за юношескую сборную России (игроки 1993 года рождения), в составе которой принимал участие в Мемориале Гранаткина.

## Достижения
- Бронзовый призёр зоны «Запад» Второго дивизиона: 2015/16